# Françafrique
Françafrique (pronúncia em francês: [fʁɑ̃safʁik]), por vezes aportuguesado para Françáfrica, é um portmanteau de France e Afrique usado para denotar o relacionamento da França com suas antigas colônias africanas, às vezes é estendido para cobrir também as antigas colônias belgas. O termo foi usado primeiramente em sentido positivo pelo presidente Félix Houphouët-Boigny da Costa do Marfim, com referência ao crescimento econômico e à estabilidade política desse país. No entanto, às vezes é usado para criticar a suposta relação neocolonial que a França tem com suas antigas colônias africanas. Os críticos afirmam que a França tornou-se guardiã de suas antigas colônias africanas, protegendo dessa forma seus interesses políticos e econômicos enquanto resgata parte de sua identidade perdida e estabelece um "quintal" no continente africano, aproveitando que esses países sofrem flagelos como debilidade política e institucional, guerras civis e terrorismo islâmico.
Desde a independência dos Estados africanos em 1960, a França interveio militarmente mais de 30 vezes no continente. A França tem bases militares no Gabão, no Senegal e no Djibuti, bem como nos seus departamentos ultramarinos de Maiote e Reunião no oceano Índico. O exército francês também está implantado no Mali, Chade, República Centro Africana, Somália e Costa do Marfim. Existe uma controvérsia sobre se a "Françafrique" ainda existe. Desde 2012, alguns falaram de um "retorno da Françafrique". Em 14 de julho de 2013, tropas de 13 países africanos marcharam com os militares franceses durante o desfile do Dia da Bastilha em Paris pela primeira vez desde que as tropas coloniais francesas foram dissolvidas.